# St. Helen Estate
St. Helen Estate es una localidad de Santa Lucía que forma parte del distrito de Micoud.